# L'Heure bretonne
L'Heure bretonne est un journal hebdomadaire nationaliste breton qui paraît en format in-plano de juillet 1940 à juin 1944 pendant l'occupation allemande en Bretagne.

## Origine
En juillet 1940, au congrès de Pontivy, François Debeauvais, Marcel Guieysse et Olier Mordrel créent le Comité national breton. Ils décident aussi l'édition d'un journal hebdomadaire l'Heure bretonne dirigé par Raymond Delaporte et de ses frères Yves et Hervé. Le premier numéro est symboliquement daté du 14 juillet 1940.
Le titre, note Sébastien Carney, « fait partie des 350 journaux auxquels la Propaganda Abteilung accorda l'autorisation de paraître en zone nord, quand 60 % des titres y furent supprimés. C'est dire à quel point leur existence participe des intérêts allemands ».

## Existence

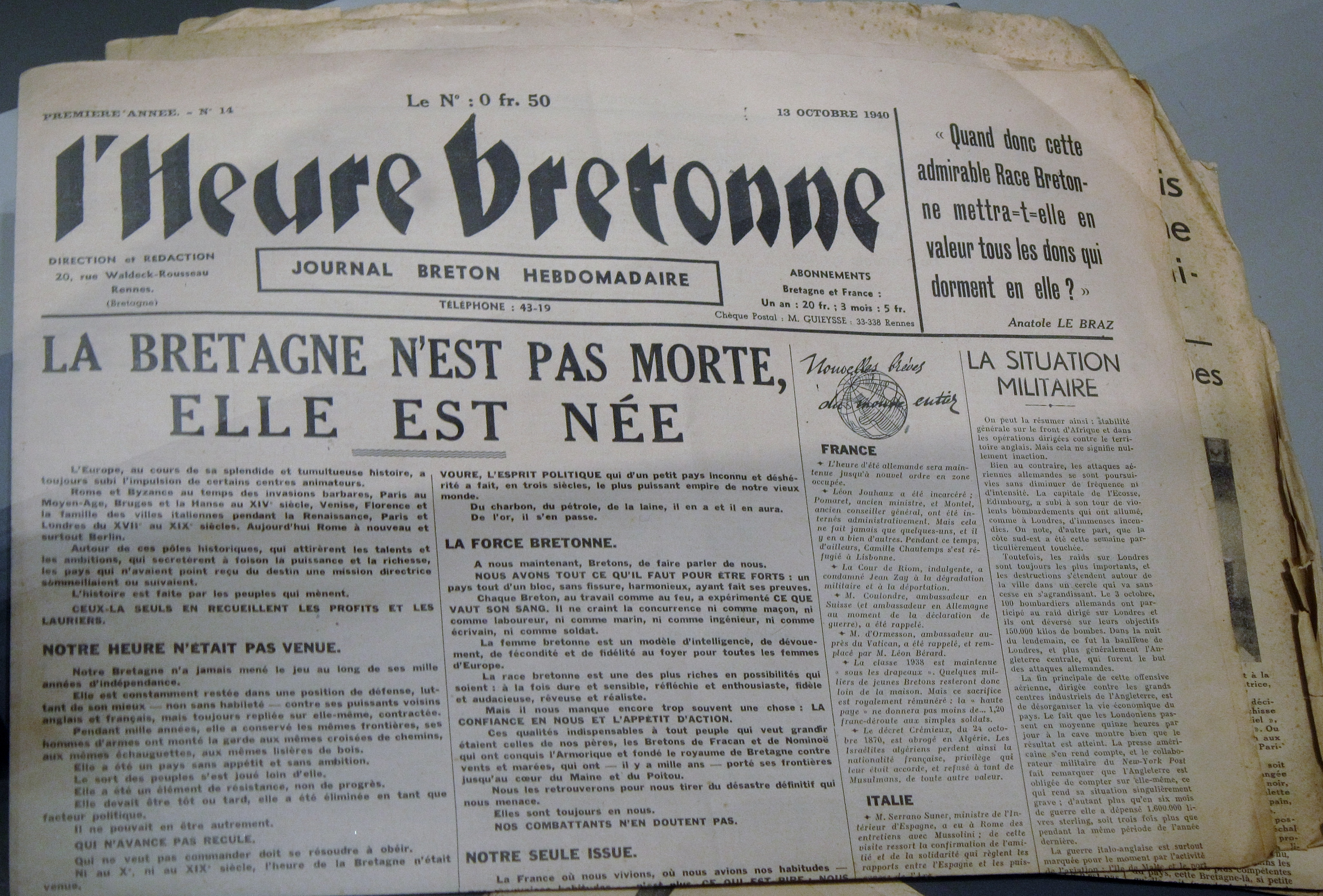
Première page du journal L'Heure bretonne du 13 octobre 1940.

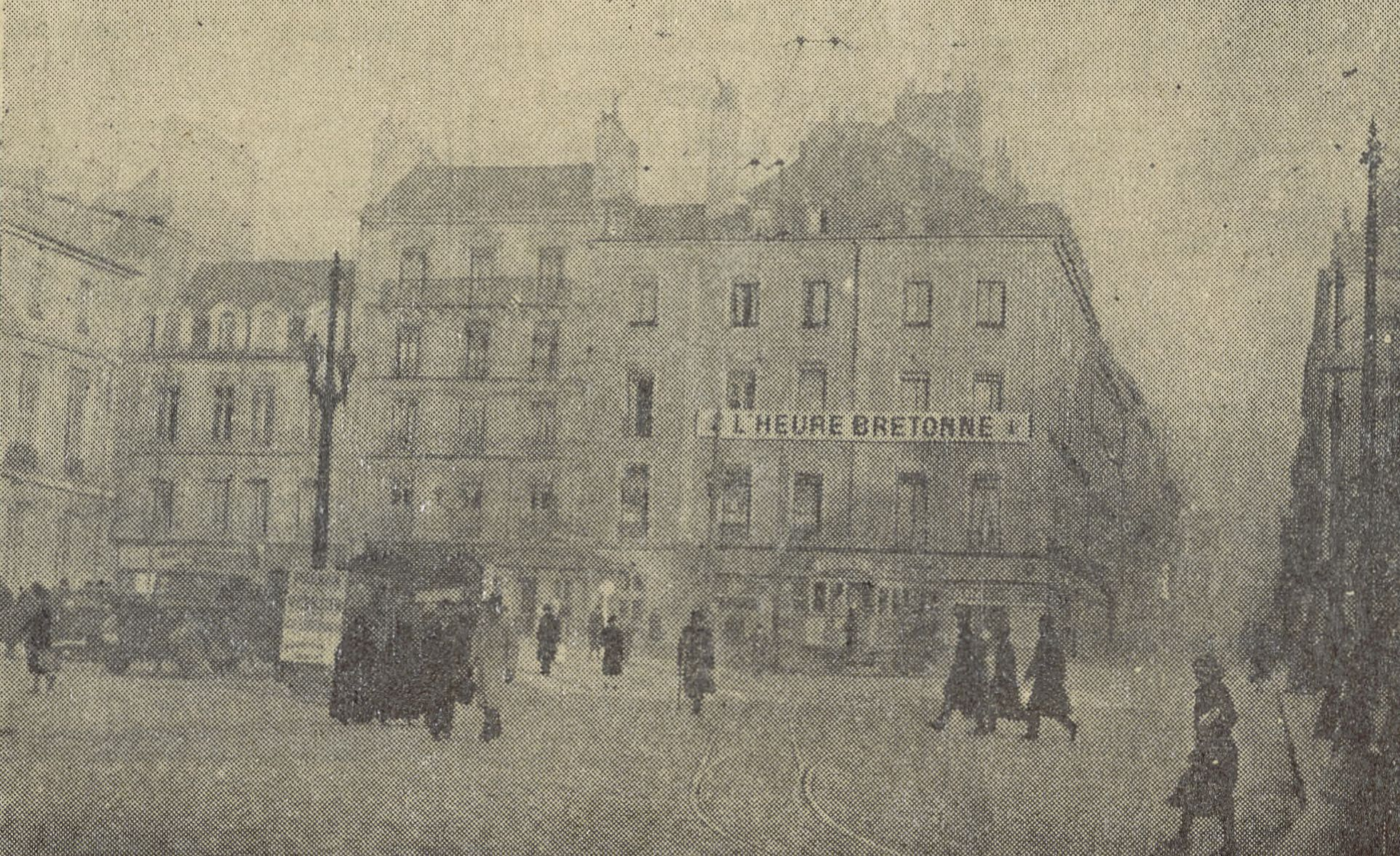
Siège du journal en 1940, sur la place de la mairie à Rennes).

Deux cent un numéros paraissent entre juillet 1940 et juin 1944. Le journal est initialement dirigé par Olier Mordrel et se montre violemment antisémite et raciste ; celui-ci, jugé trop imprévisible par les autorités allemandes, est remplacé le 8 décembre 1940 par Raymond Delaporte, qui va se montrer plus conciliant, y compris à l'égard du gouvernement de Vichy.
Rédacteurs en chef :
- Morvan Lebesque, pendant deux mois. Il se défendra toujours de cette courte période en arguant « de sa naïveté et en assurant qu'il est parti dès qu'il s'est aperçu des velléités pro-allemandes du journal ». Il sera par la suite rédacteur au principal journal collaborationniste et antisémite français Je suis partout.
- Jean Merrien, jusqu'à l'éviction d'Olier Mordrel de la tête du Parti national breton, et de la direction du journal.
- Job Jaffré, à partir de décembre 1940.

Ce journal est édité à Rennes par le Comité national breton. Il est en fait la continuité de Breiz Atao.
Le 1er numéro du 14 juillet 1940, annonce, sous le titre « La Bretagne existe désormais officiellement », que « les autorités allemandes ont reconnu officiellement notre pays 1° en créant un poste de gouverneur de la Bretagne… ».
En août 1940, quelques nationalistes vendant l'Heure Bretonne sont arrêtés à Quimper. Angéli, préfet du Finistère, prononce à plusieurs reprises l'interdiction de vendre ce journal dans le département. Mais, passé ce fâcheux incident, tout porte à croire que les autorités allemandes n'ont pas eu à se plaindre de la ligne éditoriale de ce journal, qui paraîtra en toute légalité jusqu'au 4 juin 1944, en vilipendant les Juifs, les Jacobins et les Français en général, au nom de la défense d'une « race bretonne » (selon l'expression du modéré Delaporte), et de l'« Europe nouvelle » aryenne qui s'édifiait alors.

## Collaboration avec l'Allemagne, défiance vis-à-vis de Vichy

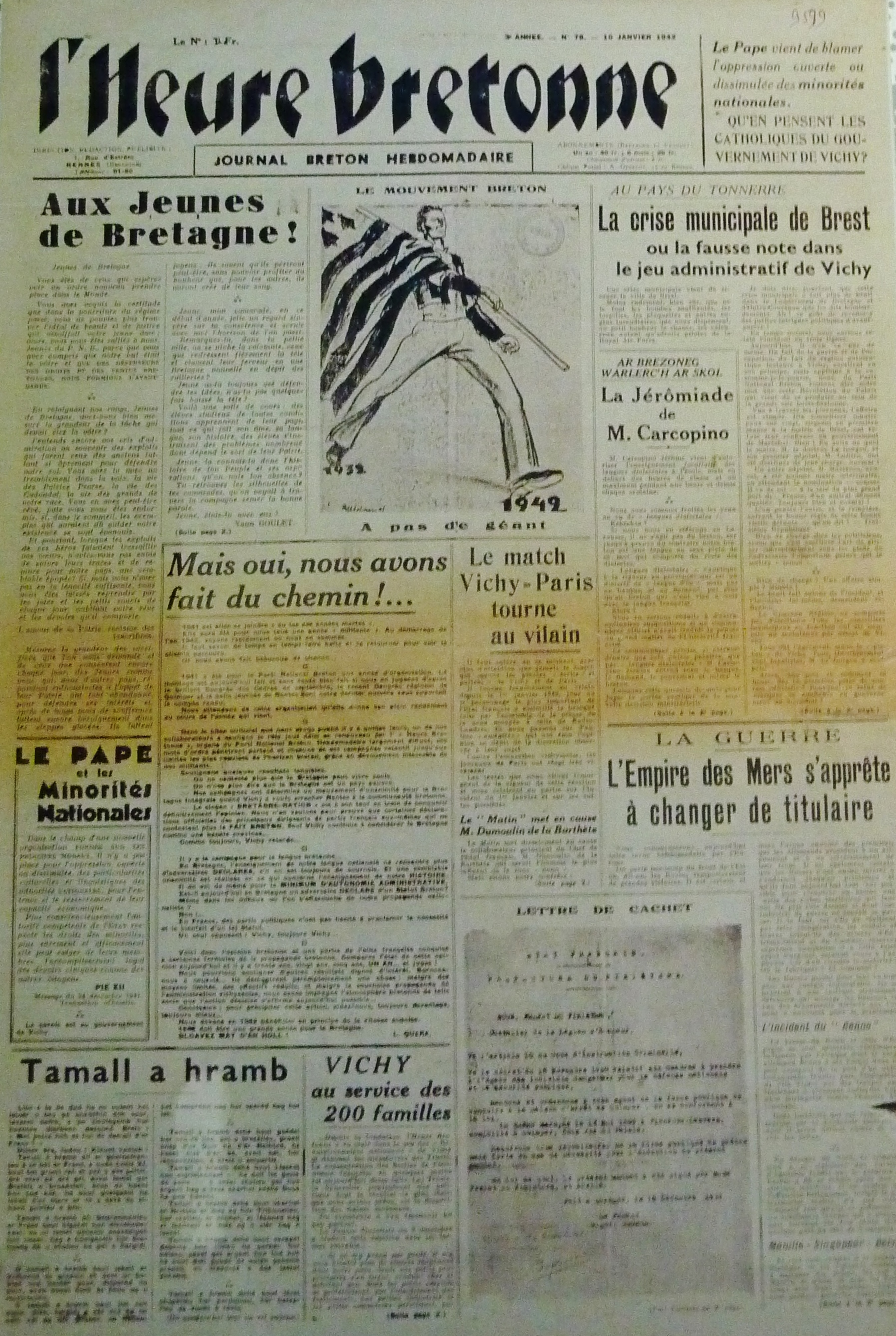
La première page du n° du 10 janvier 1942 de l'Heure bretonne, hebdomadaire du Parti national breton

Ce journal fut l'organe de propagande du nationalisme breton et un relais de l'alliance avec l'Allemagne dans le cadre de la création de l'« Europe nouvelle ». Il encourageait les Bretons à s'organiser eux-mêmes dans le cadre d'une autonomie nationale, adoptait en permanence des accents xénophobes et très fréquemment antisémites et appelait les jeunes Bretons à faire l'« Europe nouvelle » sous les auspices du Reich. Il se réjouissait de l'effondrement de la République française qui répandait, selon lui, « une odeur de compromission, des relents maçonniques, de grasses senteurs de Juifs. ».
Parmi des articles relatant la vie quotidienne des Bretons et l'histoire de Bretagne sous le prisme du nationalisme, se trouvent quelques articles racistes et xénophobes, une haine farouche contre l'Angleterre et d'autres qui affichent leur solidarité totale à l'égard de l'Allemagne nazie se traduisant par des articles hebdomadaires relatant les exploits de la Wehrmacht en Russie.
Alors que le monde libre est en guerre contre le nazisme, on peut lire des slogans tel que « ni Français, ni Allemand, Breton seulement! » en première page, puis un article donnant au Reich le rôle de « défenseur de l'Occident ».
Dans le no 7 en date du 25 août 1940, paru après la bataille de Mers el-Kébir, Olier Mordrel écrit : « La défaite anglaise sera la possibilité de construire la nouvelle Europe. (…) Les bombes qui tombent du côté de Portsmouth travaillent directement à la liberté bretonne ».

## «À la porte les juifs et les enjuivés»
« À la porte les juifs et les enjuivés », est le titre d'un article d'Hervé Le Helloco que L'Heure bretonne publie en une, au milieu de la première page, sous la signature D.R.,  le 18 juillet 1942 au lendemain de la rafle du vélodrome d'hiver des 16 et 17 juillet 1942.
Dans la même veine, Job Jaffré publiera par exemple sous son pseudonyme de Tug en avril 1943 une dénonciation des bombardements de « youtre-atlantique » (no 142), et il attend en octobre 1943 un « renversement d'alliance (…) quand le problème juif aura été éliminé » (no 171, avec sa signature St. K.)
On retrouve Job Jaffré en photo comme rédacteur de la revue Breizh, publiée par Kendalc'h, interrogeant Per Roy, dans le no 241, en 1979. Dans ce même numéro, des « bonnes feuilles » du livre d'Anna Debauvais narrent la mort de son mari, le chef nationaliste breton François Debeauvais.